# Werner-Coblenz-Preis
Der Werner-Coblenz-Preis wird seit 2004 für besondere Verdienste auf dem Gebiet der Archäologie in Sachsen, Böhmen und Niederschlesien vergeben.
Er wird von der Stiftung „Pro Archaeologia Saxoniae“, getragen von der Mitteldeutschen Braunkohlengesellschaft (MIBRAG), mit 5000 Euro ausgesetzt und in unregelmäßigen Abständen vergeben. Eine weitere Auszeichnung der Stiftung ist das „Gerhard-Bersu-Stipendium“.
Die Auszeichnung soll Mitarbeiter von Universitäten und Museen würdigen, die einen herausragenden Beitrag zur archäologischen Forschung und Präsentation sowie zur Förderung der länderübergreifenden Zusammenarbeit leisten. Der Preis ist nach dem Prähistorischen Archäologen Werner Coblenz benannt.

## Preisträger
- 2004:
  - Slawomir Mozdzioch (Wrocław) – „Castrum munitessimum Bytom. Das lokale Machtzentrum in dem frühen Piastenreich“
  - Dirk Scheidemantel (Dresden) – „Waldenburger Steinzeug. Interdisziplinäre Forschungen zur Typologie, Chronologie und Technologie des spätmittelalterlichen und frühneuzeitlichen Steinzeugs in Mitteleuropa am Beispiel der keramischen Produktion von Waldenburg in Sachsen“
- 2006: Joanna Wojnicz (Poznań) – „Burg und Kloster Oybin“
- 2010: Wolfgang Schwabenicky – für sein Lebenswerk, insbesondere im Bereich der Montanarchäologie
- 2014: Schlesisches Museum zu Görlitz und das Keramikmuseum in Bunzlau (Bolesławiec) – für den Ausstellungskatalog Von den Anfängen der Bunzlauer Keramik
- 2024: 
  - Dominik Nowakowski für seine Habilitation „Burgen und Herrensitze im Herzogtum Breslau vom 13. bis zum 16. Jahrhundert“
  - Petr Šída für Forschung über das Neolithikum in Nordböhmen